# Lost Reworks
Lost Reworks è il secondo album di remix del musicista danese Trentemøller, pubblicato il 1º settembre 2014 dalla In My Room.

## Descrizione
Contiene una selezione di remix di alcuni brani tratti dal terzo album Lost, di cui alcuni remixati dallo stesso Trentemøller. L'edizione digitale, contrariamente a quella LP, presenta ulteriori remix di artisti vari.

## Tracce
Musiche di Anders Trentemøller.
Lato A
1. River of Life (Trentemøller Remix) – 5:27 (testo: Sara Savery, Tobias Wilner)
2. Come Undone (Toydrum Remix) – 5:16 (testo: Kazu Makino)
3. Candy Tongue (Jenny Wilson Version) – 5:31 (testo: Marie Fisker)

Lato B
1. Come Undone (Trentemøller Remix) – 3:49 (testo: Kazu Makino)
2. Deceive (Trentemøller's Lost & Found Remix) – 5:16 (testo: Sune Rose Wagner)
3. River of Life (T.O.M. and His Computer Remix) – 5:21 (testo: Sara Savery, Tobias Wilner)
4. Deceive (Unkwon Remix) – 4:30 (testo: Sune Rose Wagner)

Tracce bonus nell'edizione digitale
1. Gravity (Pinkunoizu Remix) – 7:58 (testo: Jana Hunter)
2. Deceive (Trentemøller's Club Mix) – 8:03 (testo: Sune Rose Wagner)
3. Come Undone (Toydrum Instrumental Remix) – 5:16 (testo: Kazu Makino)
4. Come Undone (Toydrum Beats Remix) – 4:48 (testo: Kazu Makino)